# Renault Twizy
El Renault Twizy és un vehicle elèctric biplaça del segment A produït pel fabricant francès Renault en la planta de Valladolid des de 2011. Es recarrega en qualsevol endoll domèstic Schuko de 220 V i 10 A.
El Twizy 45 disposa d'un motor elèctric de 4 kW (5 CV) i 33 N·m i el Twizy 80 de 8 kW (11 CV) i 57 N·m. La velocitat màxima és de 80 km/h.
En condicions reals el Twizy 45 pot recórrer entre 80 i 100 km i el Twizy 80 entre 48 i 72 km. Fins a abril de 2015 se'n van vendre 15 274 unitats.

## Prototip

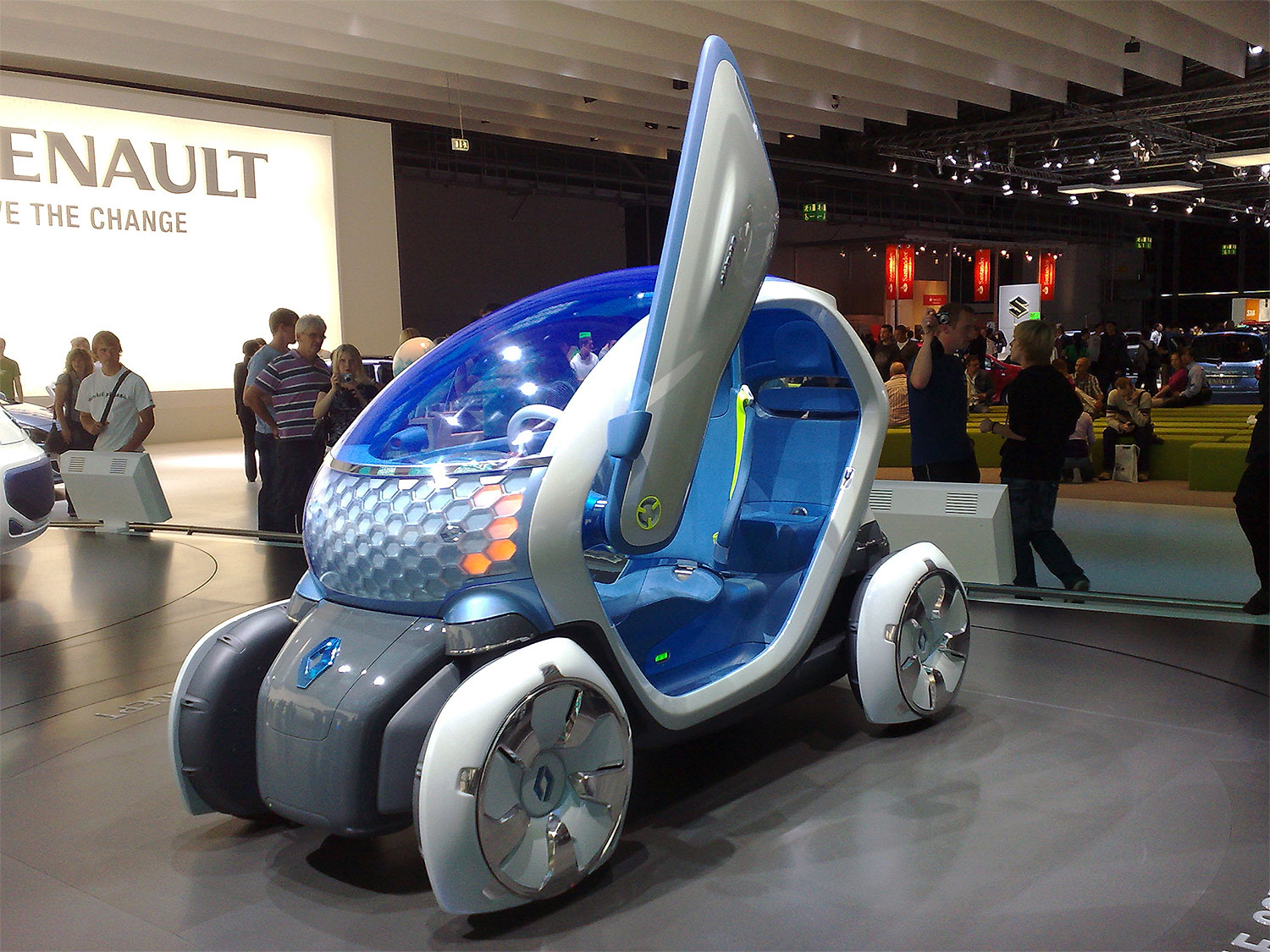
Prototip del Renault Twizy presentat a Frankfurt 2009.

El primer prototip del Twizy va ser presentat en el Saló de l'Automòbil de Frankfurt de l'any 2009. Llavors es va mostrar amb colors molt més vius, blancs, blau turquesa i verd fosfori, concordes a la resta de models en fase de prototip presentats sota la denominació "Z.E." que avançava els futurs models elèctrics que la casa Renault estava provant per treure al mercat. Aquest primer prototip tenia dues portes laterals amb un sistema d'obertura vertical.

## Fàbrica
Des de finals de 2011 el Twizy es fabrica en la factoria de Renault a Valladolid on hi ha una línia d'assemblatge per a les bateries.
La zona dedicada al Twizy ocupa 9 000 metres quadrats i va suposar una inversió de 8 milions d'euros.
La notícia de la fabricació del model a Valladolid es va saber quan la ciutat castellana va celebrar el primer Saló Automòbil i Combustible Alternatius al novembre de 2009. Allí es va presentar un segon prototip, similar al presentat mesos abans en el Saló de Frankfurt però amb un aspecte més favorable per a les vendes. Els colors vius i brillants del primer prototip van ser substituïts per colors més sobris, grisos i blaus, es van eliminar les portes laterals deixant lliure accés a l'habitacle i exteriorment es van redissenyar elements com les llums i les rodes acostant-los a elements reals d'automòbils de carrer.
El Govern de Castella i Lleó va expressar diverses vegades la seva aposta per fer de la regió una referència nacional en l'automòbil elèctric. Compta amb un pla d'ajuda a la compra d'aquests vehicles i té en marxa l'ampliació d'infraestructures de subministrament d'energia.

## Especificacions

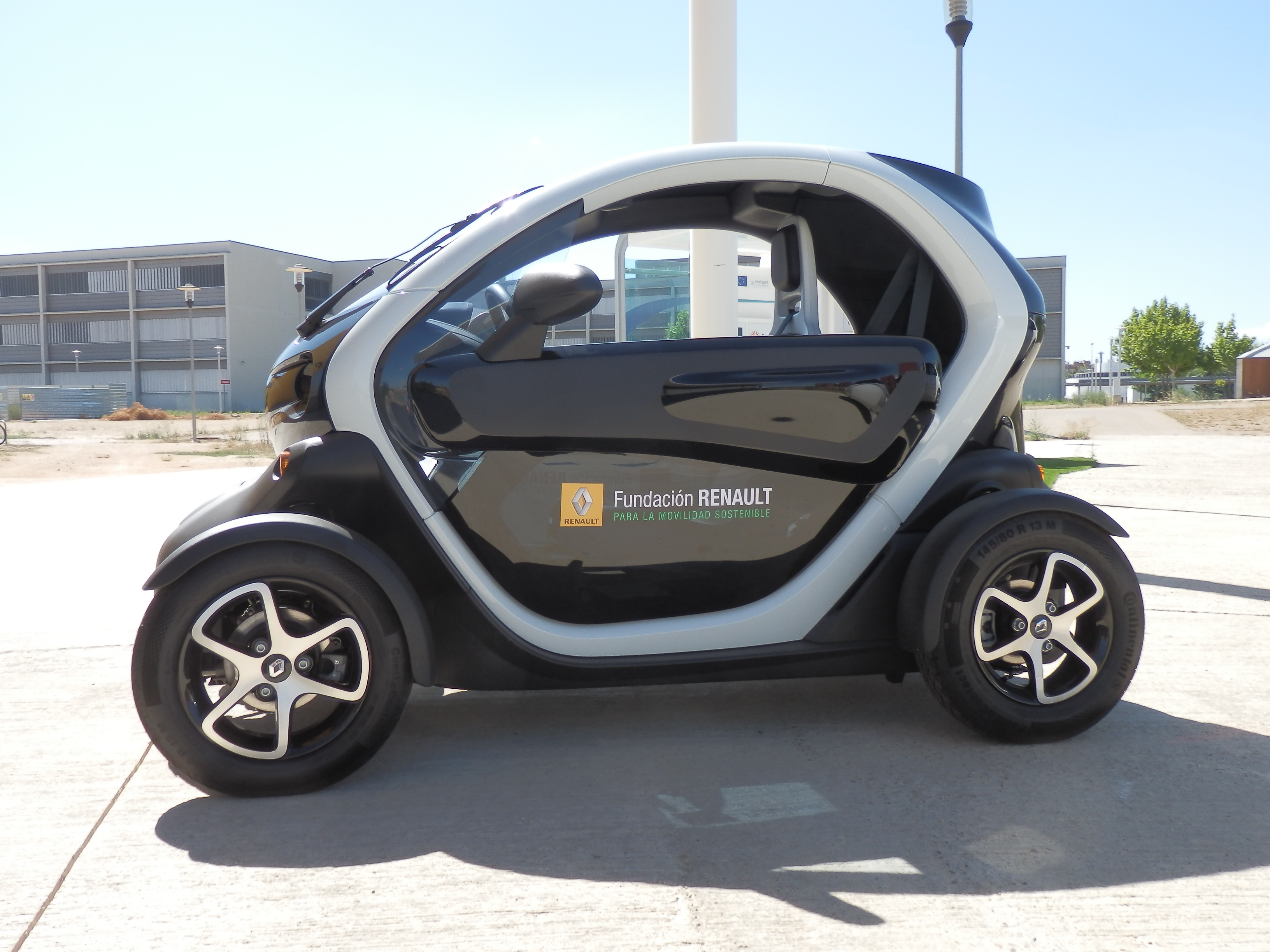
Renault Twizy a l'agost de 2015.

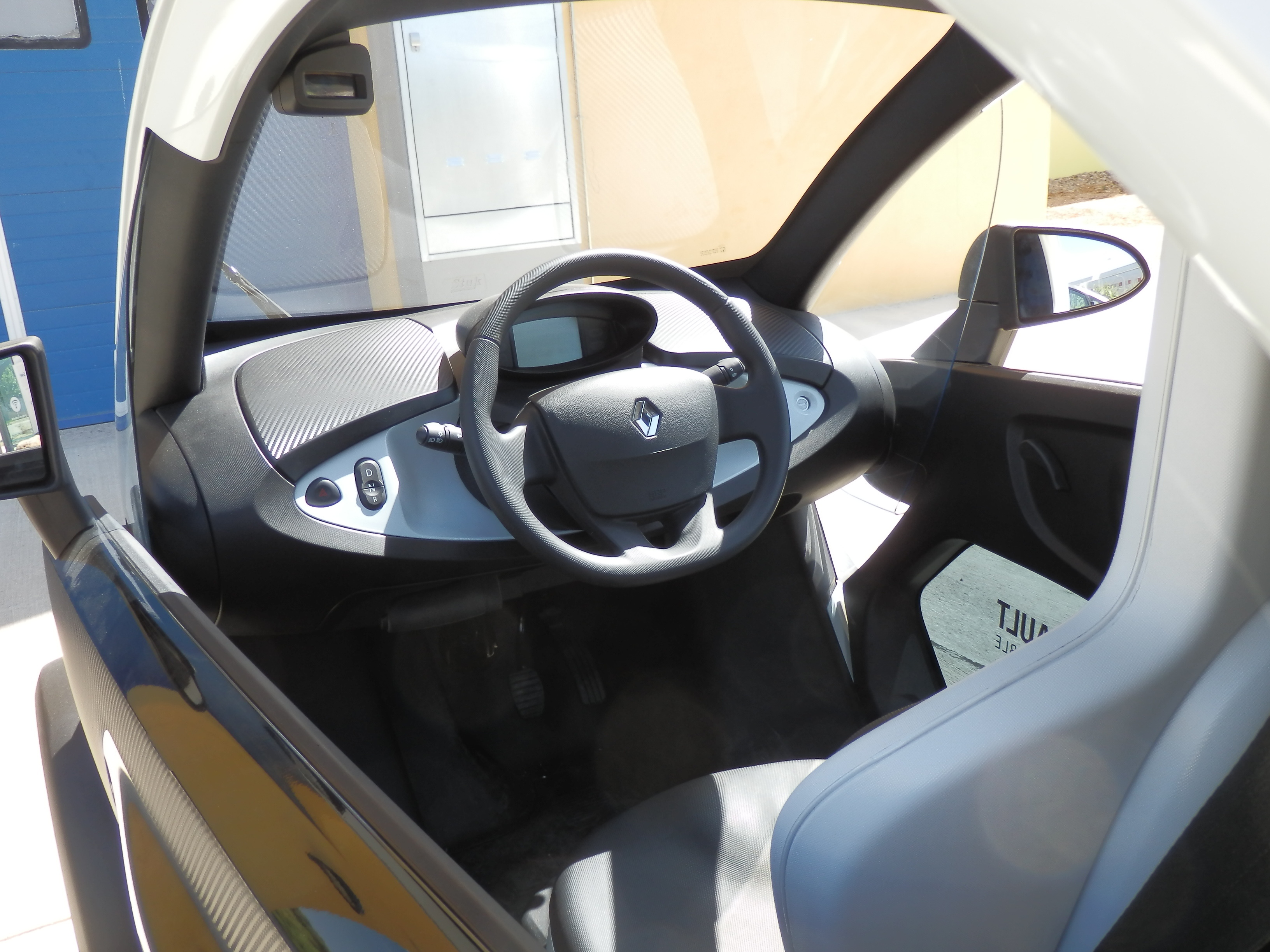
Renault Twizy a l'agost de 2015.

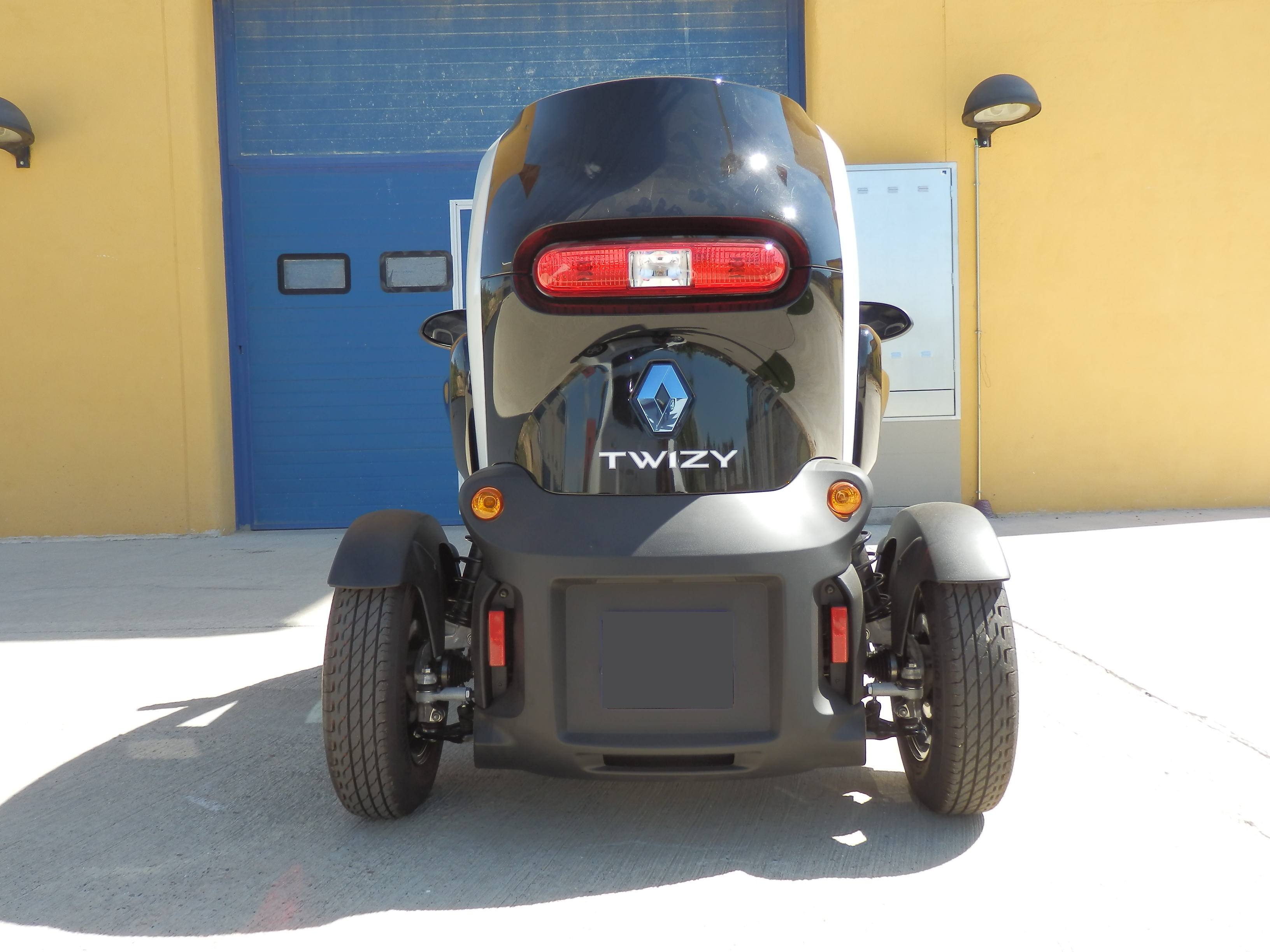
Renault Twizy a l'agost de 2015.

### Versions

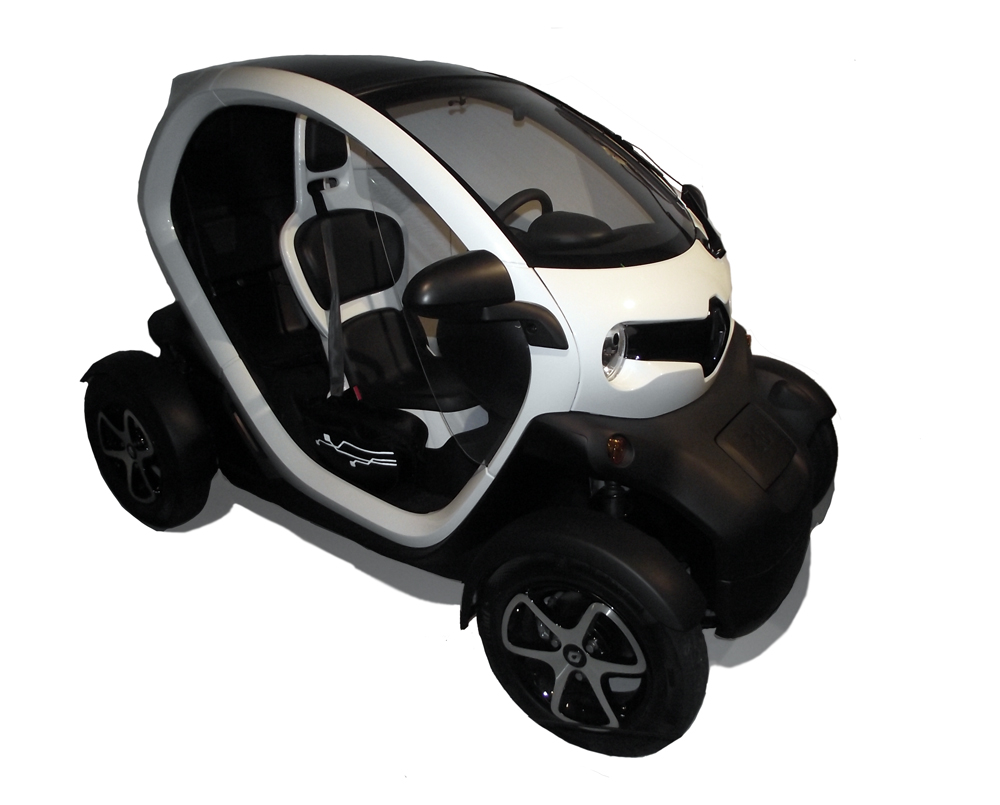
Twizy Technic.

Totes les versions comparteixen el motor i les bateries. La diferència està en la relació del grup reductor i la limitació de velocitat.
Actualment hi ha dues motoritzacions:
- 45 amb la versió Life 45
- 80 amb les versions Life 80, Intens Black, Intens White, Intens Blue, Intens Red i Cargo.[5]

La versió Càrrec disposa només de la plaça del conductor i té un maleter amb clau de 180 litres.

### Motor
El Twizy 44 kW (5 CV) disposa d'un motor de 4 4 kW (5 CV) (5 4 kW (5 CV)) i 33 Nm. La velocitat màxima és de 45 km/h. En alguns països europeus es pot conduir sense permís de conduir o amb la llicència per a moto.
El Twizy 80 disposa d'un motor de 8 8 kW (11 CV) (8 kW (11 CV) 8 kW (11 CV)) i 57 Nm.
La velocitat màxima és de 80 km/h.

### Recarrega
En el frontal del vehicle es pot obrir una tapa que allotja un cable espiral amb una presa Schuko per connectar-ho a un endoll domèstic de 220 V i 10 A.
El temps de recarrega és de 3 hores i 30 minuts.

### Bateria
Sota els seients disposa d'una bateria d'ions de liti de 6,1 kWh.
El vehicle es compra amb la bateria en lloguer.
El lloguer mensual comença en 50 euros i depèn dels quilòmetres recorreguts.

### Autonomia i consum
L'autonomia homologada en cicle urbà certificat per la UTAC en cicle ECE-15 és de 100 km.
En condicions reals el Twizy 45 recorre entre 80 i 100 km i el Twizy 80 entre 48 i 72 km.
Els consums segons Renault són:
Versió 45: 58 Wh/km
Versió 80: 63 Wh/km

### Comoditat
Té un xassís tubular de seguretat.
L'adreça no té assistència i es maneja amb un volant clàssic. Les quatre rodes tenen suspensió independent. La tracció és posterior.
Disposa de cinturons de seguretat per a conductor i passatger. Té un fre de mà d'emergència.
Té un coixí de seguretat.
No disposa de calefacció ni aire condicionat. No té frens ABS ni control d'estabilitat ESP. Té un eixugaparabrisa.
Té un pedal d'accelerador i un de fre. El quadre té velocímetre digital, rellotge, indicador d'autonomia restant, indicador de càrrega i indicador de consum instantani.
En comptes de palanca de canvis, disposa d'un botó D per a la marxa cap a davant i un altre R per a la marxa enrere. Si es premen els dos, la transmissió es quedaria en una posició equivalent al punt mort.
El seient del conductor té el respatller fix i l'únic ajust possible és el d'acostament al quadre de comandament.

### Dimensions
- Diàmetre de gir: 3,4 metres.
- Caixa del canvi: Reductora amb una marxa avanci i una marxa enrere.
- Coeficient aerodinàmic S(M2)/Cx: 0,64.
- Amplària total: 1234 mm.
- Longitud zona de càrrega: 2337 mm.
- Altura exterior: 1454 mm.
- Volada posterior: 339 mm.
- Distància entre eixos: 1686 mm.
- Volada davantera: 313 mm.
- Pes en buit en ordre de marxa: 473 kg.
- Pes total en ordre de marxa: 690 kg.
- Càrrega útil: 110 kg.
- Volum màxim de maleter: 31 litres (180 litres en la versió Cargo).
- Rodes amb abellidors 13" en grisa. Opcionalment amb llandes d'aliatge.

### Opcions
- Finestretes per Twizy: El sistema de tancament de la part superior de les portes de Twizy és un accessori que s'instal·la ràpidament a casa.
- Llandes d'aliatge.
- Ajuda a l'aparcament posterior.
- Alarma antirobatori.
- Suport per a nens de més de 4 anys.
- Xarxes d'organització.
- Borsa d'organització de 50 L, dissenyada especialment per Twizy. Es fixa sobre el seient de darrere ampliant el volum de càrrega del teu vehicle.
- Manta per a conductor i passatger.
- Faldilles davanteres.
- Kit mans lliures àudio bluetooth parrot.

## Vendes
En 2009 Renault va anunciar que fabricaria unes 20 000 unitats del Twizy a l'any.
Des de 2011 fins a abril de 2015 es van vendre 15 274 unitats a tot el món.
| País                | Vendes |
| ------------------- | ------ |
| Alemanya            | 3 903  |
| Itàlia              | 2 455  |
| Grècia              | 10     |
| Regne Unit          | 520    |
| Irlanda             | 10     |
| Malta               | 2      |
| Espanya             | 1 367  |
| Portugal            | 165    |
| Holanda             | 452    |
| Bèlgica i Luxemburg | 765    |
| Suïssa              | 997    |
| Àustria             | 457    |
| Suècia              | 242    |
| Dinamarca           | 36     |
| Noruega             | 62     |
| Polònia             | 6      |
| el Marroc           | 61     |
| Reunió              | 5      |
| Guadalupe           | 7      |
| Abu Dhabi           | 12     |
| Dubai               | 21     |
| Kuwait              | 2      |
| Bahrain             | 1      |
| Rússia              | 1      |
| Bulgària            | 16     |
| Romania             | 11     |
| Turquia             | 30     |
| Llatinoamèrica      | 53     |
| Malàisia            | 13     |
| Nova Caledònia      | 1      |
| Tahití              | 13     |
| Hong Kong           | 14     |

## Conductors notables
Stirling Moss. Pilot de carreres. Va guanyar 16 Grand Prix. Al maig de 2015 conduïa per Londres un Twizy de color verd i matrícula personalitzada 7 SM. Aquest vehicle no ha de pagar la taxa de congestió del centre del Londres.
Nikki Gordon-Bloomfield. És una periodista especialitzada en vehicles elèctrics. Produeix, edita i presenta el podcast, videopodcast i web Tranport Evolved. Viu prop de Bristol, Regne Unit. Va comprar un Twizy i més tard ho va vendre perquè no li resultava pràctic per portar passatgers i realitzar les seves tasques diàries.

## En els mitjans
És el vehicle predominant en la pel·lícula The Zero Theorem dirigida per Terry Gilliam i interpretada per Christoph Waltz, Mélanie Thierry, Matt Damon i Sanjeev Bhaskar. És una visió atípica del futur.
- En la sèrie Un, dos, xef!, Macedoni conduïa un Renault Twizy, aquest per portar els plats als artistes.

## Twizy RS F1

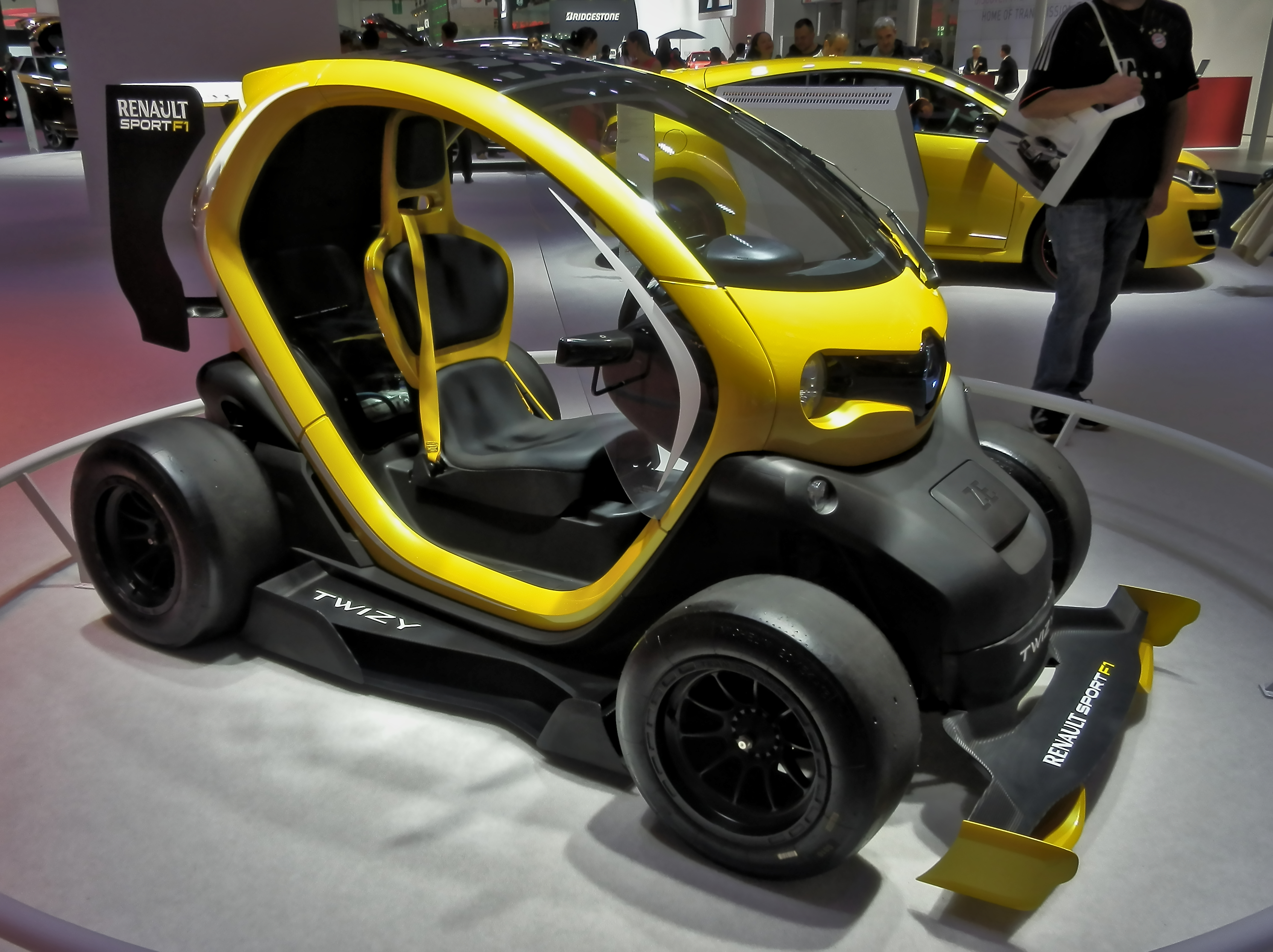
Renault Twizy Sport F1.

És un concept car amb components de la fórmula 1 com a pneumàtics slick, làmina davantera, pontones laterals, alerón posterior de carboni, volant de tipus F1 i sistema de recuperació d'energia cinètica KERS (Kinetic Energy Recovery System).
El KERS és un sistema capaç de recuperar una part de l'energia cinètica que genera la frenada. En lloc de dissipar-se en forma de calor en els frens, l'energia que es recupera es pot emmagatzemar per a la propulsió del vehicle.
Consta de tres elements principals: motor-generador elèctric unit directament a l'arbre motor, bateries d'Ió-Liti específiques capaços de cicles de càrrega i descàrrega molt ràpids i un mòdul de control.
Quan s'activa el KERS, la potència es multiplica per sis i pansa de forma instantània de 17 a 97 cavalls (72 kW). Els 80 cavalls addicionals que aporta el KERS estan disponibles durant uns 13 segons.
Accelera de 0 a 100 km/h en 6 segons, amb la mateixa rapidesa que el Mégane RS. La velocitat màxima és de 110 km/h.

## Còpia xinesa
El Rayttle E28 es va llançar al mercat xinès al setembre de 2014. La semblança exterior és del 99 %. Està fabricat per Zhejiang Litong New Energy Automobile Corporation, a la ciutat de Hangzhou a la província de Zhejiang.
La configuració més cara disposa d'un motor elèctric de 7,5 kW amb unes bateries d'ions de liti de 73.5/135ah.
Segons el fabricant té una autonomia de 130 km i una velocitat màxima de 80 km/h.

## Medi ambient

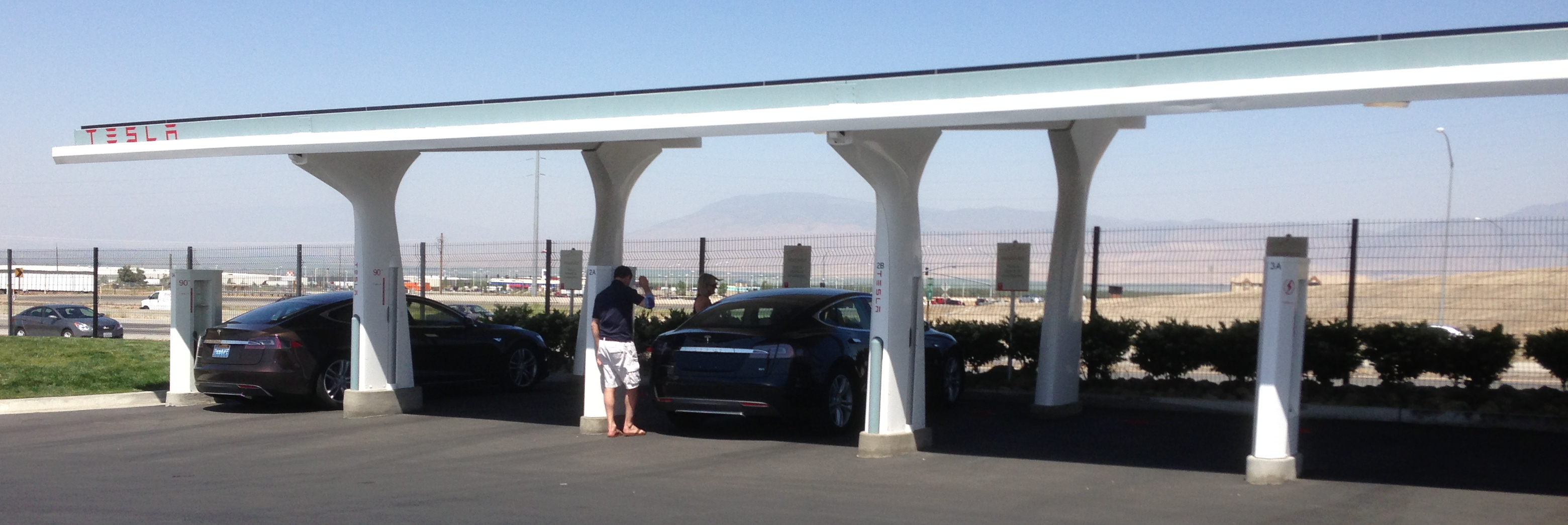
Estació de càrrega alimentada per energia solar mitjançant panells instal·lats en la coberta

Com tots els automòbils elèctrics no produeix contaminació atmosfèrica ni contaminació sonora en el lloc d'ús.
També té el potencial de reduir la dependència del petroli si l'electricitat que consumi és generada per fonts renovables com a centrals hidroelèctriques, energia eòlica o panells solars.
A més els automòbils elèctrics són molt més eficients que els de combustió, ja que converteixen un 80 % de l'energia proporcionada per un endoll a moure les rodes, mentre que els de combustió només converteixen entre un 12 % i un 30 % de l'energia del combustible a moure les rodes.

## Avantatges
El manteniment és molt barat perquè el motor elèctric és molt senzill i no precisa el mateix manteniment que un vehicle amb motor a combustió.
Només requereix el manteniment de l'oli de transmissió, líquid de frens i reposar el líquid de l'eixugaparabrisa.
Molts ajuntaments ofereixen aparcament gratuït a les zones d'estacionament regulat (zona blava) i bonificacions en l'impost de circulació.
La revisions ITV (Inspecció Tècnica de Vehicles) són més barates perquè no ha de realitzar la prova de control d'emissions per mancar de motor a combustió.
Té més facilitat per trobar aparcament perquè mesura 2337 mm de llarg i fins i tot es pot aparcar de forma transversal.
El cost del combustible és molt més barat, ja que amb 6 kWh pot recórrer fins a 100 km.

## Desavantatges
Renault igual que amb el model elèctric Renault ZOE només ofereix les bateries del vehicle en règim de lloguer i es paga en funció de l'ús de la bateria.
Les bateries de liti sofreixen una degradació amb la càrrega i descàrrega de les mateixes, amb la qual cosa segons el seu ús acabarà perdent la seva capacitat de càrrega i al seu torn autonomia.

## Galeria

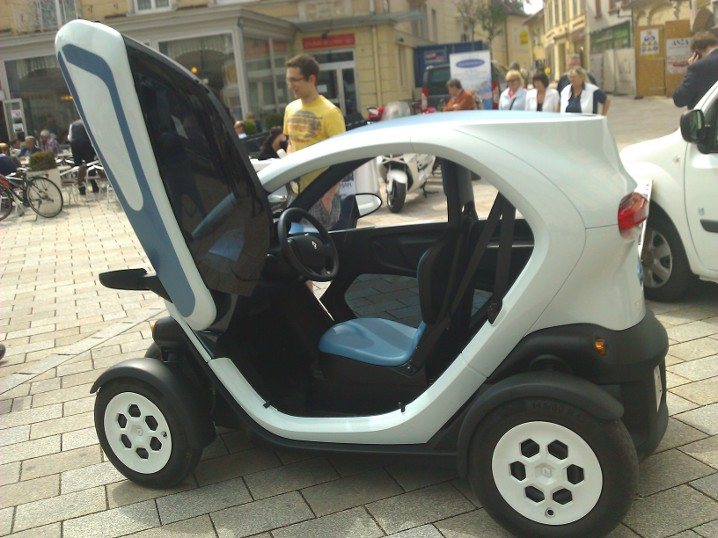
Amb la porta oberta, any 2012..
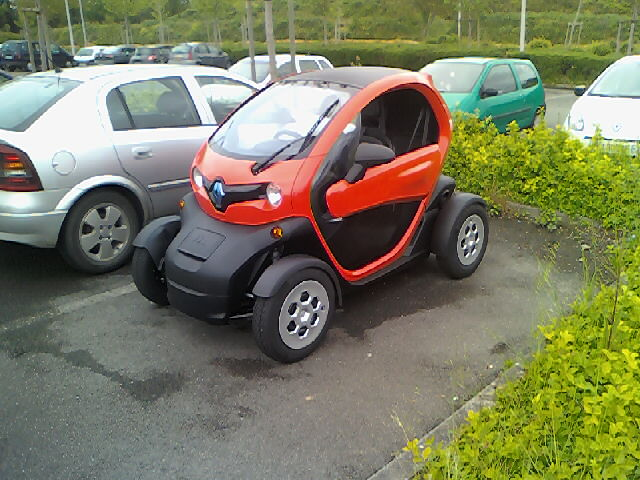
Renault Twizy comparat amb un cotxe mitjà.
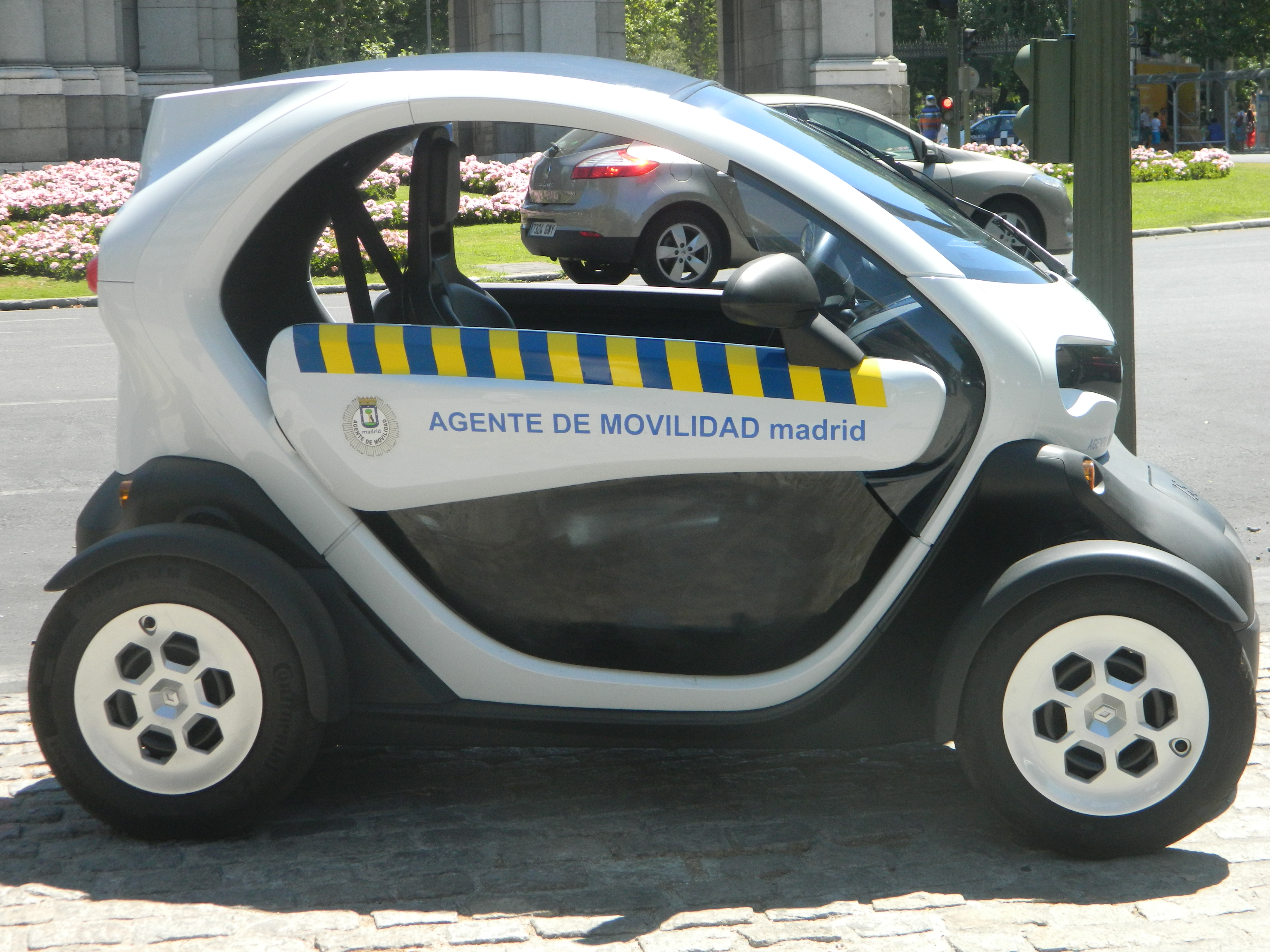
Renault Twizy dels agents de mobilitat de Madrid.
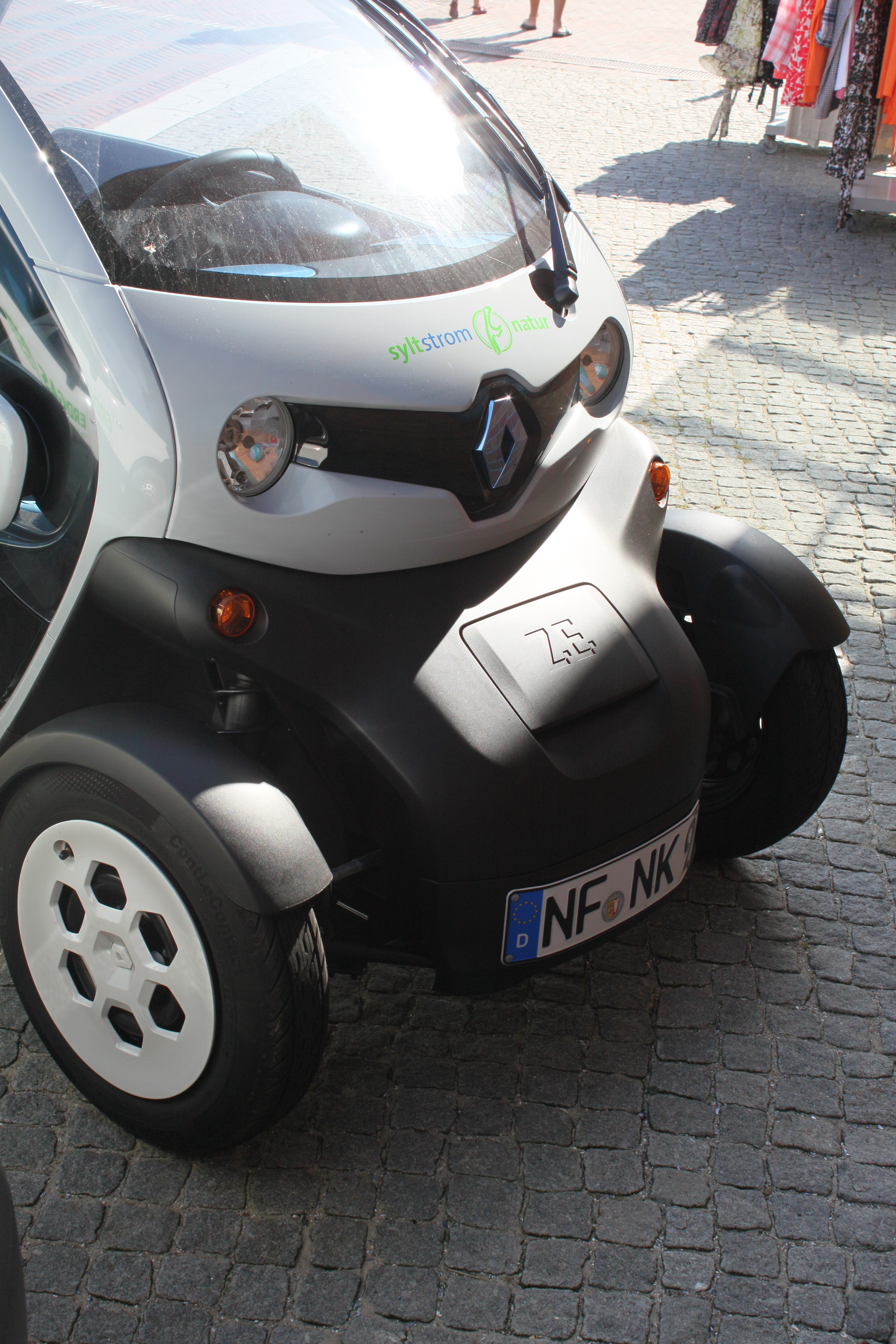
Frontal amb tapa per al cable de recàrrega
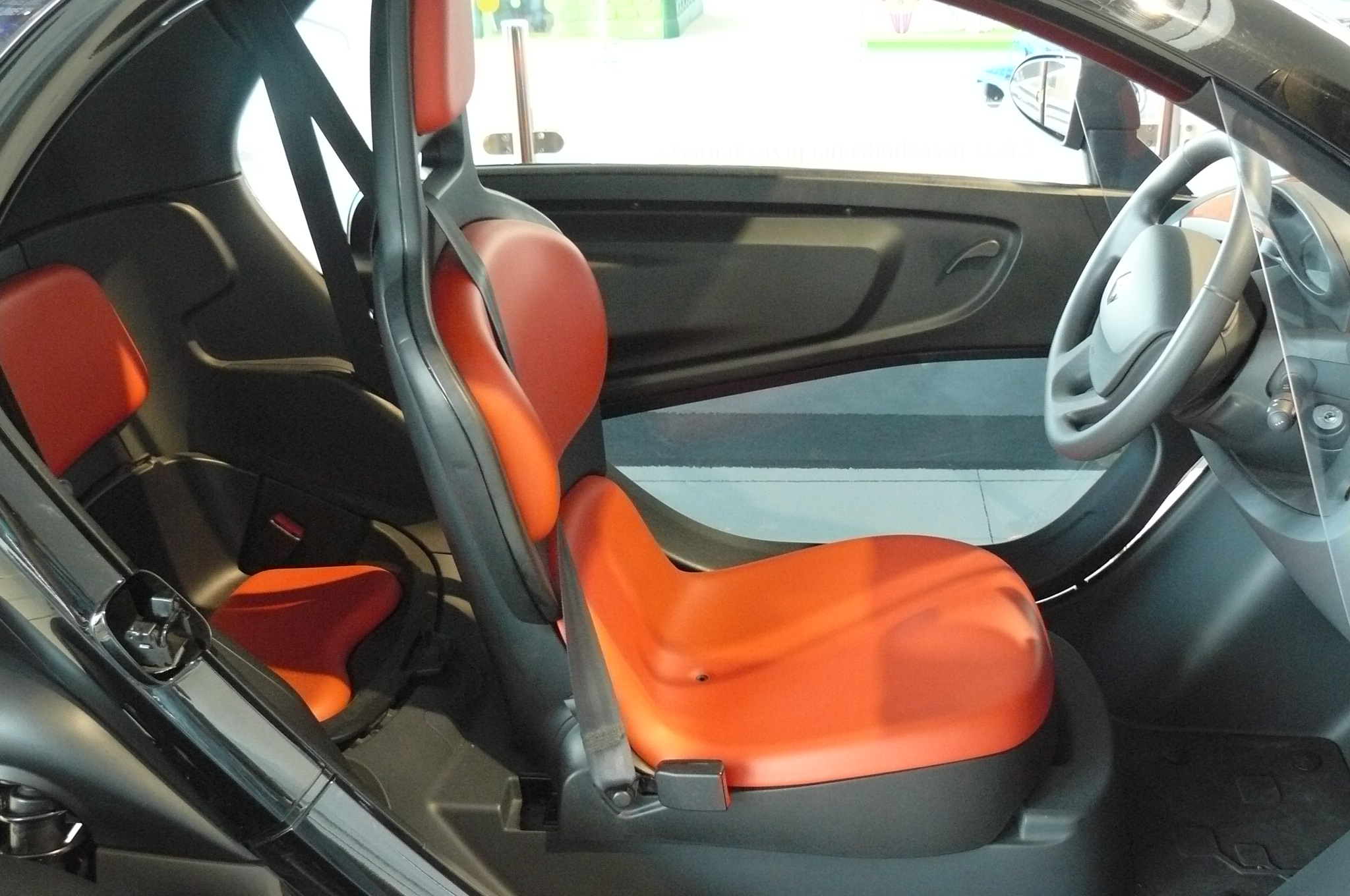
Seients en tàndem.
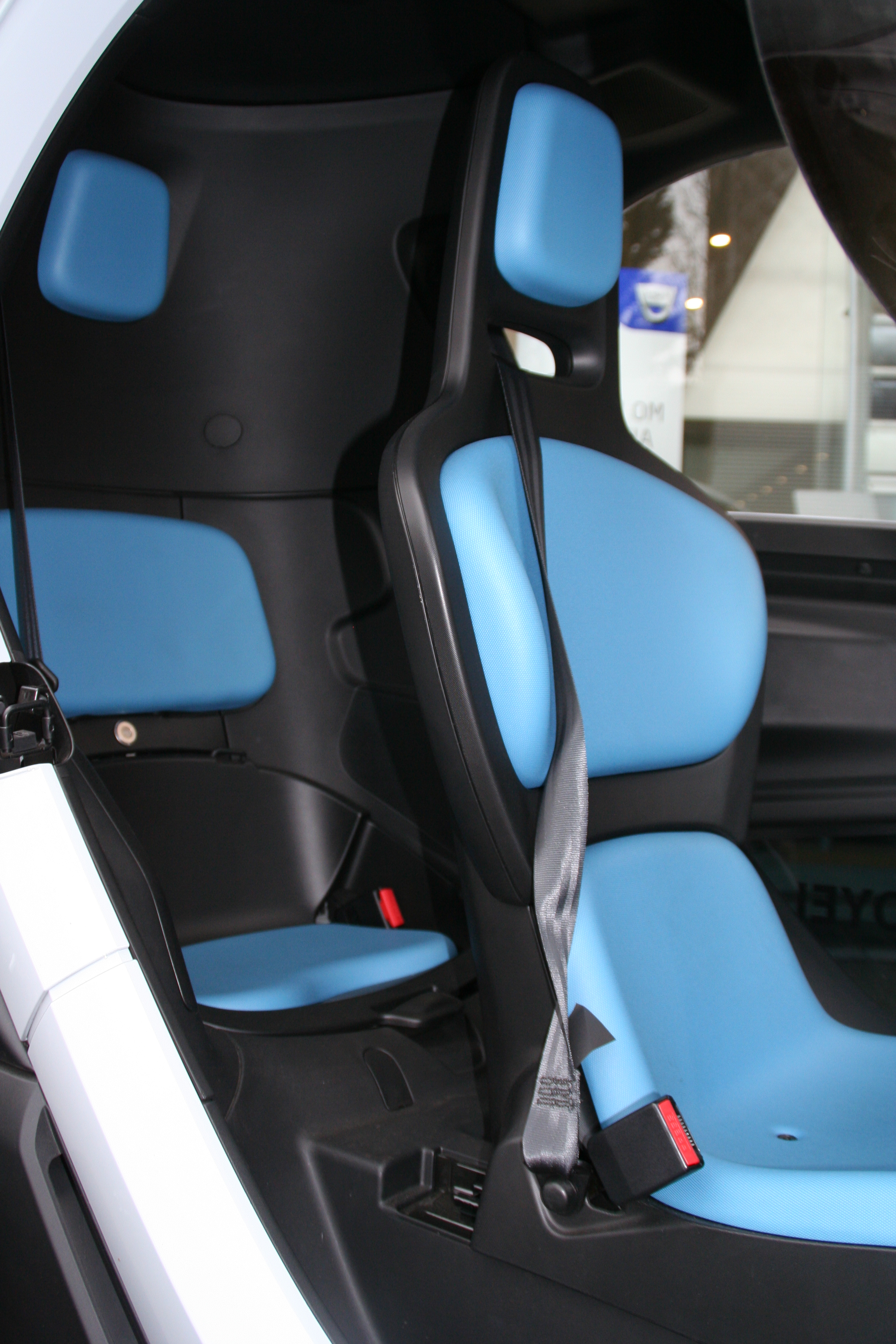
Seients.
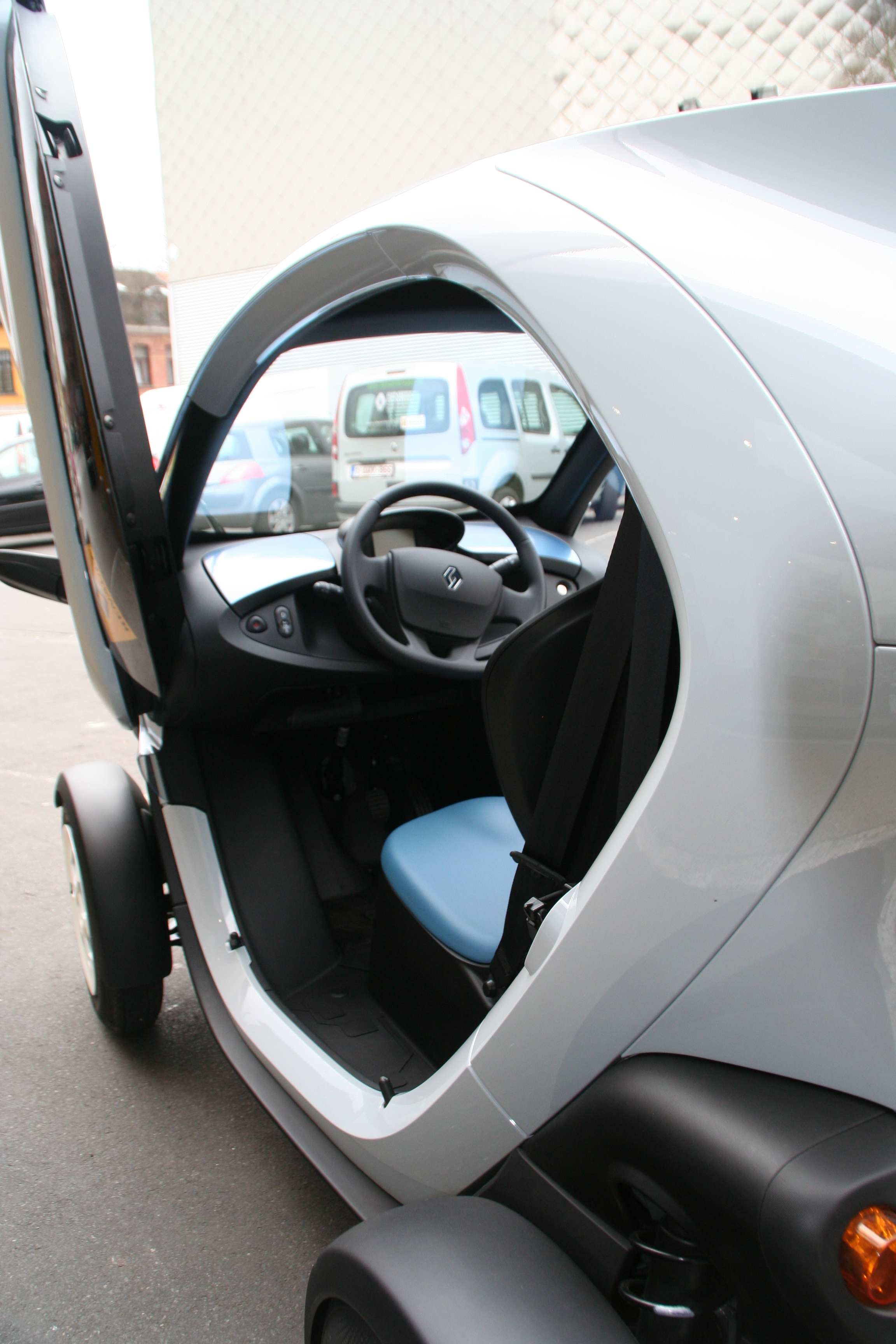
Lateral amb porta oberta.
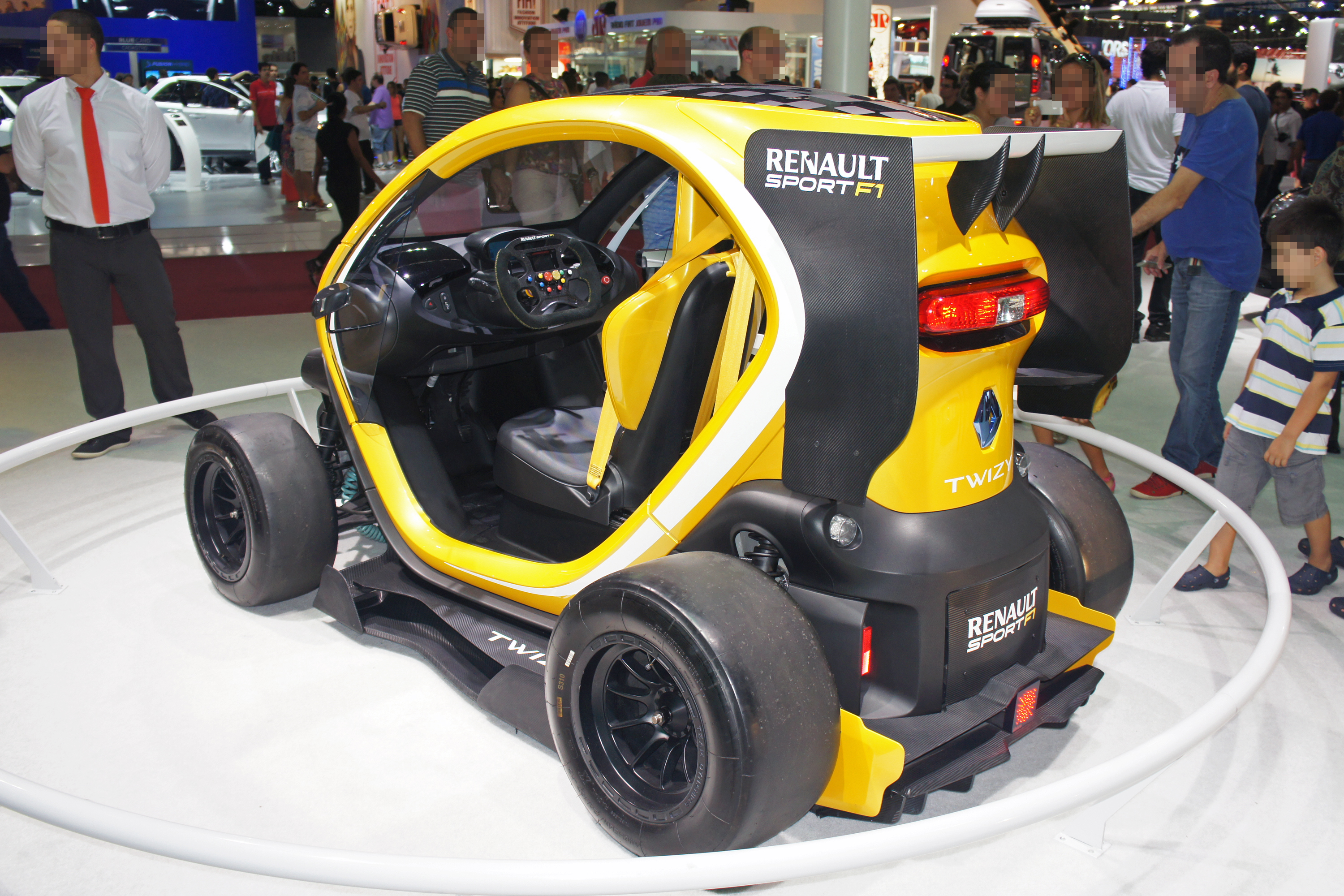
Twizy Sport F1, any 2014.
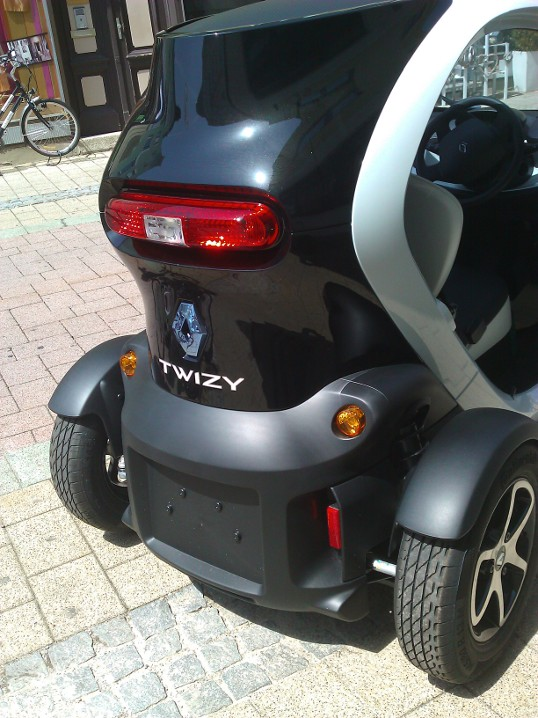
Vista posterior.
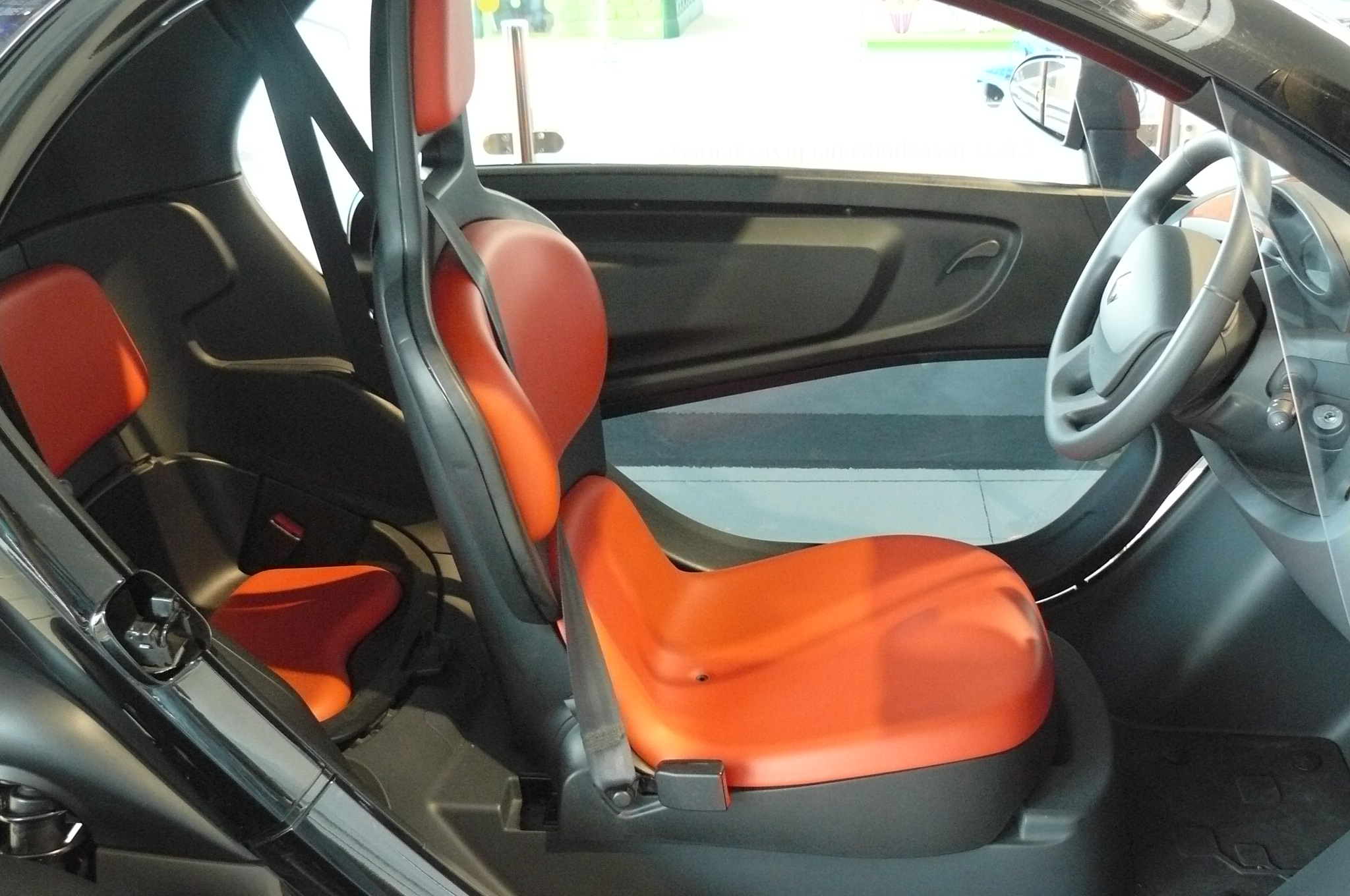
Interior.
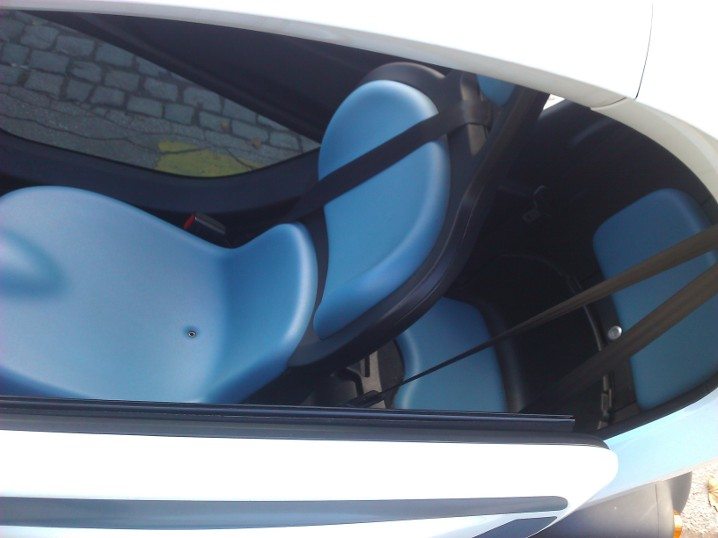
Interior.
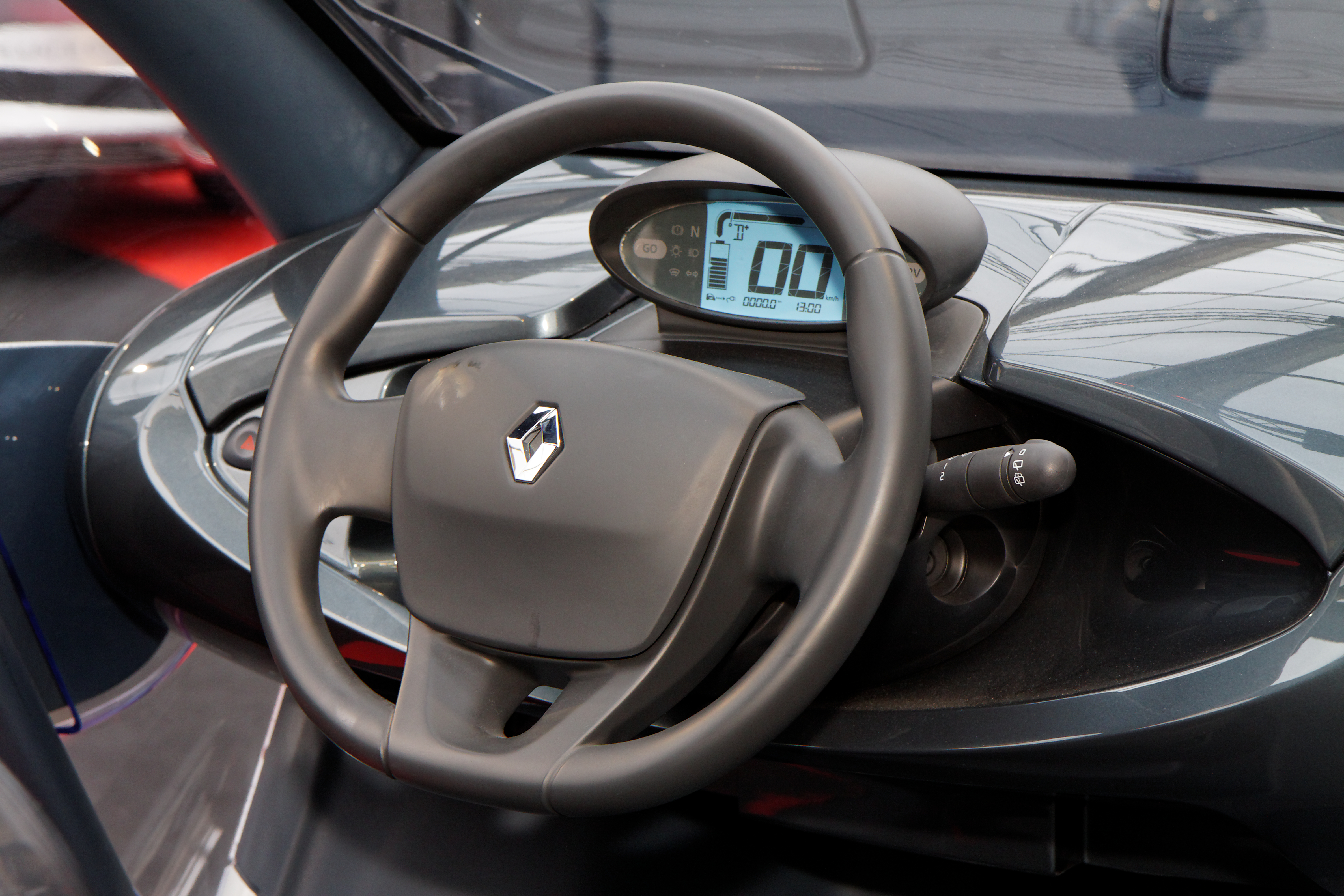
Prototip, any 2011